# Armigeres laoensis
Armigeres laoensis är en tvåvingeart som beskrevs av Toma och Ichiro Miyagi 2003. Armigeres laoensis ingår i släktet Armigeres och familjen stickmyggor.
Artens utbredningsområde är Laos. Inga underarter finns listade i Catalogue of Life.